# أنجينة إبراهيم الجنوبي (بوالحسن)
أنجینة إبراهیم الجنوبي (بالفارسية: انجینه ابراهیم جنوبی) هي قرية تقع في إيران في قسم بوالحسن الريفي. يقدر عدد سكانها بـ 101 نسمة بحسب إحصاء 2016.